# Dickblättrige Sternmiere
Die Dickblättrige Sternmiere (Stellaria crassifolia) ist eine Pflanzenart aus der Gattung der Sternmieren (Stellaria) innerhalb der Familie der Nelkengewächse (Caryophyllaceae). Sie ist auf der Nordhalbkugel weitverbreitet.

## Beschreibung

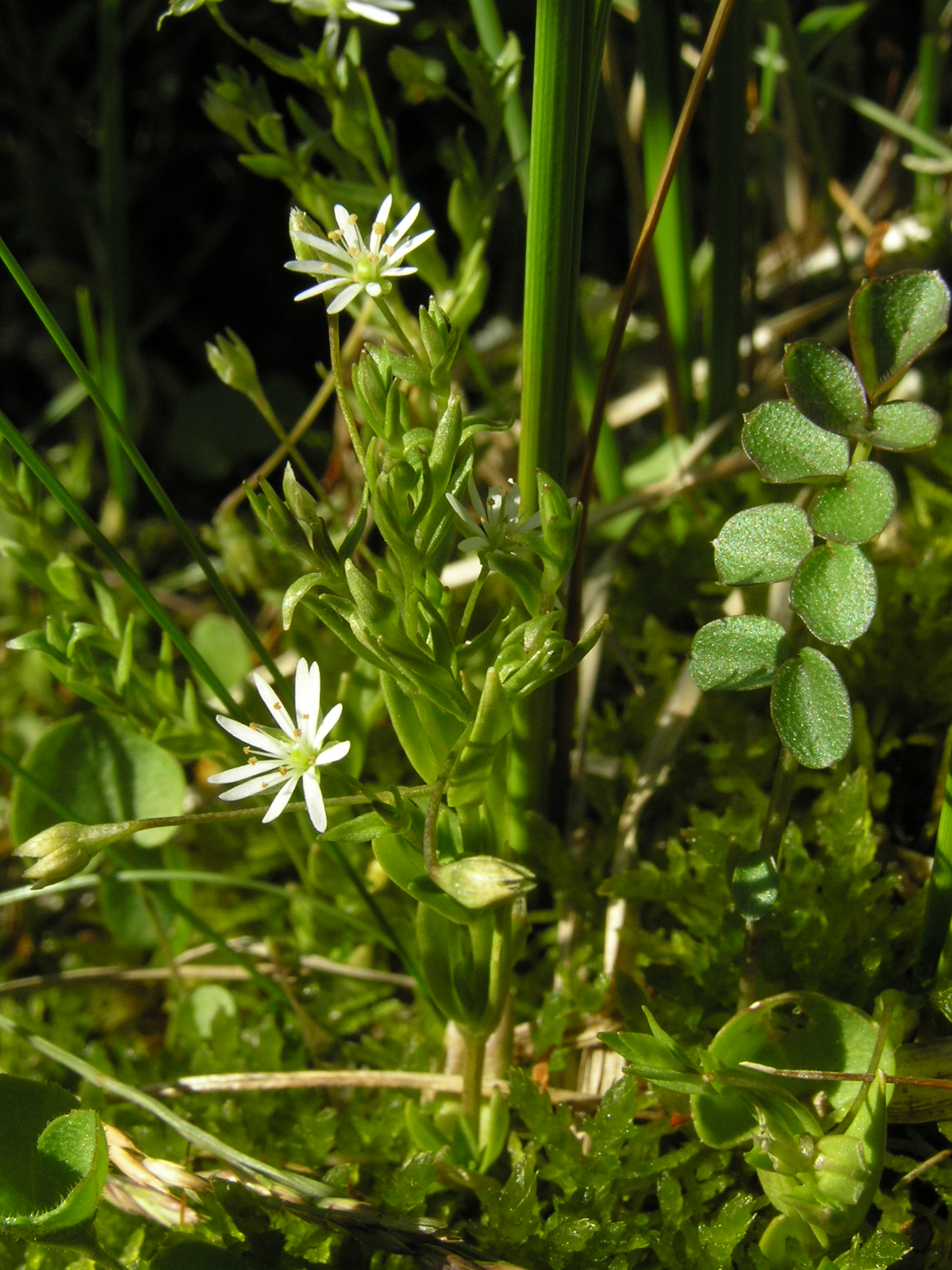
Oberer Teil eines Pflanzenexemplares

### Vegetative Merkmale
Die Dickblättrige Sternmiere ist eine lockerrasig wachsende, ausdauernde krautige Pflanze und erreicht Wuchshöhen von 3 bis 45 Zentimetern. Der glatte Stängel ist aufsteigend, locker verzweigt, vierkantig und kahl. Die gegenständigen Laubblätter sind bei einer Länge von 6 bis 25 Millimetern sowie einer Breite von 2 bis 6 Millimetern länglich-lanzettlich, grün und etwas fleischig.

### Generative Merkmale
Die Blütezeit reicht von Juli bis August. Die zwittrigen Blüten sind radiärsymmetrisch und fünfzählig mit doppelter Blütenhülle. Die (im frischen Zustand) undeutlich dreinervigen Kelchblätter sind etwas kürzer als die Kronblätter. Die fünf freien, 2 bis 3 Millimeter langen Kronblätter sind bis zum Grunde zweiteilig. Es sind drei Griffel vorhanden.
Die Kapselfrucht ist bei einer Länge von etwa 5 Millimetern eiförmig und bis doppelt so lang wie der Kelch.
Die Chromosomenzahl beträgt 2n = 26.

## Vorkommen
Stellaria crassifolia ist auf der Nordhalbkugel in Nordamerika und Eurasien weitverbreitet. In Europa gibt es Fundorte in den Ländern Deutschland, Dänemark, Polen, Ukraine, Island, Norwegen, Schweden, Finnland, Russland, Litauen, Lettland und Estland. Sie erreicht in Mitteleuropa in einer Linie, die etwa von Kiel nach Lüneburg geht und dort nach Osten abbiegt die Westgrenze ihres Verbreitungsgebietes. Aus dem Fränkischen Jura ist noch ein Standort vom Deusmauer Moos in der Gegend von Neumarkt in der Oberpfalz beschrieben worden. In Mecklenburg-Vorpommern kommt sie selten vor, sonst ist sie sehr selten.
Von der Dickblättrigen Sternmiere waren noch im letzten Jahrhundert in Süddeutschland einige Standorte bekannt, so beispielsweise am Federseeried und am Wurzacher Ried. Sie galten jedoch schon nach dem Zweiten Weltkrieg als erloschen und konnten seither nicht mehr bestätigt werden. Die letzte belegte Beobachtung aus Baden-Württemberg stammt von 1872.
Örtlich mögen durch die Melioration von Sumpfgelände die Standorte vernichtet worden sein; ob man den Rückgang der Art aber nur damit erklären kann, ist fraglich.
Die Dickblättrige Sternmiere braucht nasse, humose und ziemlich nährstoffarme Böden. Sie besiedelt Flach- und Zwischenmoore, geht aber auch auf etwas verdichtete offene Sandflächen an Heideseen. Sie ist pflanzensoziologisch eine Charakterart des Verbands Caricion lasiocarpae. Begleitarten in Bayern sind Draht-Segge (Carex diandra) und Schlankes Wollgras (Eriophorum gracile).

## Taxonomie
Die Erstveröffentlichung von Stellaria crassifolia erfolgte 1784 durch Jakob Friedrich Ehrhart in Hannoversches Magazin, Band 8, Seite 116.